# ZoneMinder
ZoneMinder — вільна система відеоспостереження для ОС Linux, транслює потокове відео з приєднаної відеокамери та здійснює збереження зображень при виявленні руху в області відеоспостереження. Складається з серверів захоплення та аналізу відеопотоку. Написана на С++, Perl и PHP.
Підтримує телевізійні-, веб та IP-відеокамери, відстежує сигнал, отриманий з однієї або декількох відеокамер, дозволяє відзначати зони інтересів. При виявленні змін на зображенні однієї з камер або у зазначеній зоні інтересів здійснює запис фотографій в форматах JPEG або відеопотоку у форматі MPEG.